# Euploea melia
Euploea melia är en fjärilsart som beskrevs av Hans Fruhstorfer 1904. Euploea melia ingår i släktet Euploea och familjen praktfjärilar. Inga underarter finns listade i Catalogue of Life.